# 張上
張 上（ちゃん しゃん、チャン・シャン、簡体字: 张 上; 繁体字: 張 上; 拼音: Zhāng Shàng、1993年10月14日 - ）は、中華人民共和国の反体制者、中国民主化運動活動家、人権活動家。通称は張 樹人（繁体字: 張 樹人; 簡体字: 张 树人; 拼音: Zhāng Shùrén; ウェード式: Chang Shu-jen）、英語名はTony（トニー）で、字は樹人。14歳の時に中国共産党当局によって逮捕されたことがある。その後、オーストラリア国クイーンズランド州ブリスベンに留学した。現在、クイーンズランド工科大学の学部生である。香港雨傘革命の支持活動で有名。

## 政治活動
14歳のごろに民主的な価値観をクラスメートに宣伝したために共産党政権によって逮捕されたことがある。その後、オーストラリア国クイーンズランド州ブリスベンのクイーンズランド工科大学に入学した。
2014年9月22日、香港学生授業ボイコットが勃発してから、香港人の学友と在学しているクイーンズランド工科大学の講師と一緒にイエローリボンとチラシを配って同運動を支持した。香港警察の催涙ガス暴力弾圧行為以後、10月1日ブリスベンの中心部に集会を参加し、香港は敵の手に落ちないように、中華人民共和国に占領されないように、また中国大陸に同化されないように呼びかけた。新唐人電視台の取材に受ける際に、張樹人の名乗って、中国共産党の残虐に対する黙認態度をやめ、彼のように声を出すように海外の中国留学生に呼びかけた。
2014年11月上旬、第9回20か国・地域首脳会合が開催する前に、張上は香港のクラスメート二人、鄭錦滿と魏が、G20首脳会合会場の外で香港の雨傘革命を支持し、国際社会が香港の状況を注意させるための集会を行った。
2014年10月13日、張上と魏はハンガー・ストライキを行い、「香港雨傘革命を支持する」と書いているバナーを、中国共産党の総書記習近平が滞在予定のホテルの外で掲出した。掲出してから10秒ほど、オーストラリア警察当局による禁制命令を発令され、3日以内にG20首脳会合の警備区域、つまりブリスベン市中心部のほぼ全部への立ち入りを制限された。その後、デイリー・メールの記者に取材され、オーストラリア国に対して民主主義を失ってしまうかどうかを非難した。この報道は香港の蘋果日報と台湾の自由時報など多数の中国語新聞紙に転載され、注目を集めた。翌日、オーストラリア警察当局は禁制命令を撤回した。
2014年11月15日、チベット人団体が第9回20か国・地域首脳会合で行った集会を参加した。中国人がチベットの状況を注目するように呼びかけ、自分が雨傘革命の支援活動を参加したこと、及び「中国共産党政権は香港の民主に食い付いている」「香港がチベットの道に走り込んでいる」と信じていると示した。
2014年11月16日、張上、鄭錦滿及び魏がG20首脳会合会場付近で正式に4時間の雨傘革命支援集会を始めた。香港、台湾及び中国本土の留学生が多数参加した。無綫電視の取材で、香港の民主運動が中国本土にスプレッドされることを望んでいると言った。
2015年3月28日から30日、シドニーで開催した中国民主進歩会議で、張樹人と名乗って自分の雨傘革命に関する活動経験を基づいて「台湾の太陽花学生運動から香港の占領中環：民主運動で若者の力」と発言をした。
2015年6月12日、ダライ・ラマ14世がブリスベンで「同情心の知恵」の公開演説で、中国留学生とダライ・ラマ14世の面会が実現した。その後、自分の感想を述べる文章を書いて、自分の家族が中国国家安全部 に嫌がらせられたことに気付いた。この文章はソーシャルメディアで広くシェアされた。
2015年6月16日、ボイス・オブ・チベットの取材で、中国留学生がダライ・ラマ14世との面会は、中国共産党が海外の中国留学生を自分の統一戦線にする計画が既に水の泡になったことを強調した。その後、メディアは彼が中国共産党が悪意で自分の家族を嫌がらせることにもかかわらずダライ・ラマ14世と面会することを報道した。